# Maria Straś-Romanowska
Maria Straś-Romanowska – polska psycholog, dr hab. o specjalności psychologia osobowości, profesor nadzwyczajny w Instytucie Psychologii Wydziału Nauk Historycznych i Pedagogicznych Uniwersytetu Wrocławskiego.
Habilitowała się na Wydziale Filozoficznym Uniwersytetu Jagiellońskiego w 1995 roku na podstawie pracy „Los człowieka jako problem psychologiczny”.
Została pracownikiem naukowym Wydziału Nauk Historycznych i Pedagogicznych Uniwersytetu Wrocławskiego, w ramach którego była kierownikiem Zakładu Psychologii Osobowości w Instytucie Psychologii od 2002 do 2008 oraz od 2016 do 2017. Była członkiem Polskiej Akademii Nauk (Wydział I Nauk Humanistycznych i Społecznych; Komitet Psychologii).
Jest autorką artykułów „Problemy badawcze psychologii rozwoju w świetle założeń podejścia zorientowanego na osobę”, „O mądrości, która dojrzewa w ciszy” oraz „Poczucie odpowiedzialności osób z upośledzeniem umysłowym stopniu lekkim jako jeden z aspektów warunkujących jakość ich życia”, a także recenzentką oraz promotorką licznych prac doktorskich i habilitacyjnych.
W 2013 została odznaczona Krzyżem Kawalerskim Orderu Odrodzenia Polski za wybitne zasługi w pracy naukowo-dydaktycznej i działalności społecznej.